# Lithophane rufescens
Lithophane rufescens är en fjärilsart som beskrevs av Arnold Spuler 1907. Lithophane rufescens ingår i släktet Lithophane och familjen nattflyn. Inga underarter finns listade i Catalogue of Life.